# Rock'n'roll man
Singles de Johnny Hallyday
Johnny Rider
(1974) À propos de mon père
(1975)
Rock'n'roll man, écrite par Tommy Brown, est une chanson interprétée par Sylvie Vartan et Johnny Hallyday en 1974.
Présente sur l'album Shang shang a lang, Sylvie Vartan l'enregistre en anglais. La version de Johnny Hallyday, sur des paroles françaises de Michel Mallory, ouvre l'album Rock'n'Slow.
Vibrant hommage à Elvis Presley, le titre devient un classique du chanteur, qui l'inscrit régulièrement à son tour de chant. La chanson de Sylvie Vartan est restée plus confidentielle. 
Le compositeur Tommy Brown enregistre également Rock'n'roll man dans sa version anglaise, en  1975, sur l'album sobrement intitulé Tommy Brown.

## Histoire
L'hommage de Johnny Hallyday à son idole Elvis Presley, par qui tout a commencé. Celui qu'on surnomme « The King » est à l'origine de la vocation artistique du chanteur ; Par lui, il découvre le rock 'n' roll, dans les années 1950, par hasard, au cinéma, avec le film Amour frénétique dont Presley est la vedette. L'adolescent croit y voir un western et assiste à un drame musical. À l'écran la vedette masculine chante... Il en sort quelque peu déçu, mais quand même intrigué par la réaction de quelques jeunes spectatrices qui se trémoussent sur leurs fauteuils à chaque fois qu'Elvis « pousse la chansonnette », il y retourne le lendemain. C'est la révélation, sept chansons interprétés par Elvis Presley, dont la ballade Loving You, vont décider de son destin : il sera chanteur de rock 'n' roll »...
Johnny Hallyday n'a jamais fait secret de l'admiration portée à Elvis Presley, de l'influence qu'il a eue sur lui, n'a rien renié, ni oublié et le chante :
« Il est entré sur la scène de ma vie [...] / Je n'étais qu'un enfant, mais alors j'ai compris l'envie qui dormait dans mon cœur / J'étais un rock'n'roll man [...] / Je le savais, je le sentais [...] / On l'appelait le King of rock'n'roll [...] / Quand il chantait la foule criait son nom [...] / Je l'admirais ce rock'n'roll man [...] / Il m'a donné l'envie d'être ce que je suis et puis l'amour du rock'n'roll / J'ai chanté ses chansons [...] / Et c'est sa vie et c'est ma vie de rock'n'roll man...  »
(paroles Michel Mallory)
En 1974, Johnny Hallyday traverse en moto la vallée de la mort. L'occasion (ce sera l'unique fois), lui est donnée de voir Elvis Presley sur scène à Reno. La silhouette du king n'est plus tout à fait la même, il bouge moins lors de ses prestations, mais la voix demeure. Cette année, avec l'album (à paraitre) Rock'n'Slow, marque également un retour au rock 'n' roll (un premier opus, qui avec les suivants Rock à Memphis et La terre promise deviendra son « triptyque rock »). Rock'n'roll man ouvre l'album sur lequel il chante outre Elvis, d'autres figures emblématiques du genre, Chuck Berry et Eddie Cochran.
Rock'n'roll man compte parmi les classiques de Johnny Hallyday, qui reprend le titre régulièrement sur scène. Notamment en 1996, lors de Son récital à Las Vegas où il multiplie les reprises et les références à Elvis ; ou encore en 1998, où sur la scène du  stade de France, apparait le visage d'Elvis Presley sur un écran géant.
Lorsque, le 16 août 1977, meurt à 42 ans Elvis Presley, le lendemain, en concert à Agde, Johnny Hallyday modifie son spectacle et en hommage, lui consacre l'intégralité de son tour de chant en reprenant ses chansons.

À l'annonce de la mort d'Elvis Presley, Johnny Hallyday déclare : 
« C'est toute ma jeunesse qui meurt aujourd'hui. Je n'ai aucune honte, encore maintenant, à avouer m'être inspiré de lui. Le génie spontané n'existe pas. On s'inspire, puis on peut améliorer
. »

## Discographie
Johnny Hallyday :
1974 :
- novembre : 45 tours promotionnel Philips 6837 236 : Rock'n'roll man, Nadine[9]
- 27 novembre : 33 tours Philips 6325170 Rock'n'Slow[10]

Discographie live :
- 1976 : Johnny Hallyday Story - Palais des sports
- 1979 : Pavillon de Paris : Porte de Pantin (Absent de l'édition originale du double album live de 1979, Rock'n'roll man est présente sur l'édition CD de 2003, qui restitue l'intégralité du tour de chant.)
- 1993 : Parc des Princes 1993
- 1996 : Live at the Aladdin Theatre (Récital resté inédit jusqu'en 2003).
- 1998 : Stade de France 98 Johnny allume le feu
- 2013 : Born Rocker Tour

Sylvie Vartan :
- 1974 : 33 tours RCA FPL 10051 Shang shang a lang et  double 33 tours RCA FPL 0062 Sylvie Vartan[11]

Tommy Brown :
1975 :
- 45 tours promotionnel Pathé Marconi EMI 2C 004-13039 : Rock'n'roll man, Let My Music Play[12]
- 33 tours Pathé Marconi EMI 2C 066-13045 Tommy Brown[13]